# Дівчина з Міссурі
«Дівчина з Міссурі» (англ. The Girl from Missouri) — американська романтична кінокомедія режисера Джека Конвея 1934 року.

## Сюжет
Історія про хористку Еді Чепмен, яка намагається роздобути чоловіка-мільйонера і пробитися у вище суспільство.

## У ролях
- Лайонел Беррімор⁣ — Томас Ренделл Пейдж
- Джин Гарлоу — Едіт Чепмен, Еді
- Франшо Тоун — Том Пейдж-молодший
- Льюїс Стоун — Френк Казінс
- Петсі Келлі — Кітті Ленніган
- Клара Бландік — місис Ньюберр
- Алан Маубрей — лорд Дуглас
- Гейл Гамільтон — Чарлі Тернер
- Генрі Колкер — сенатор Тіткомб
- Нат Пендлтон — особиста охорона

## Цікаві факти
- Режисером фільму мав стати Сем Вуд, однак через розбіжності з MGM щодо сюжету він взяв самовідвід.
- Прем'єра фільму відбулося 3 серпня 1934 року.